# Carl-Axel Staël von Holstein
Carl-Axel Sperling Staël von Holstein, född 1940, är en svensk ekonom.
Staël von Holstein disputerade vid Handelshögskolan i Stockholm 1970 med doktorsavhandlingen Assessment and evaluation of subjective probability distributions och erhöll titeln ekonomie doktor (ekon.dr).
Carl-Axel Staël von Holstein var adjungerad professor i företagsekonomi vid Handelshögskolan i Stockholm 1990-2005.